# Lucinda Williams (piosenkarka)
Lucinda Williams (ur. 26 stycznia 1953 w Lake Charles) – amerykańska piosenkarka i kompozytorka muzyki country z elementami rocka, folka i bluesa.
Pomimo wydania wcześniej kilku albumów pierwszy komercyjny sukces odniosła dopiero jako kompozytorka piosenki Passionate Kisses wykonanej przez Mary Chapin Carpenter, za który uhonorowana została w 1994 nagrodą Grammy.
Najbardziej znany album piosenkarki pochodzi z 1998 i jest nim Car Wheels on a Gravel Road za który otrzymała kolejną nagrodę Grammy w 1999. Po raz trzeci została nią uhonorowana w 2002 w kategorii najlepszej wokalistki rockowej.
Kolejne albumy nie powtórzyły sukcesu płyty z 1998 roku.

## Dyskografia
- 1979 – Ramblin’
- 1980 – Happy Woman Blues
- 1988 – Lucinda Williams
- 1992 – Sweet Old World
- 1998 – Car Wheels on a Gravel Road
- 2001 – Essence 28
- 2003 – World Without Tears
- 2005 – Live @ The Fillmore
- 2007 – West
- 2008 – Little Honey
- 2011 – Blessed
- 2014 – Down Where the Spirit Meets the Bone